# Giuseppe Maria Bozzoli
Giuseppe Maria Bozzoli (San Martino dall'Argine, 15 marzo 1724 – San Martino dall'Argine, 1º aprile 1811) è stato un gesuita, traduttore e teologo italiano.

## Biografia
Giuseppe Maria Bozzoli nacque a San Martino dall'Argine, piccolo borgo vicino a Mantova, il 15 marzo 1724. Dopo avere compiuto gli studi a Mantova, entrò nei Gesuiti nel 1765. Stabilitosi a Roma, insegnò greco ed ebraico al Collegio romano. Dopo la soppressione della Compagnia di Gesù tornò a Mantova, dove dal 1773 insegnò lingue orientali al Regio-Ducal Ginnasio e fu eletto regio bibliotecario. Dal 1785 fu membro dell'Accademia nazionale virgiliana. Fu amico di Saverio Bettinelli e di Alfonso Niccolai.
Tradusse in ottave l'Iliade (1769-70), l'Odissea (1778-79) e l'Eneide (1782).

## Opere
- L'Iliade d'Omero tradotta in ottava rima dal padre Giuseppe Bozoli della Compagnia di Gesù con le annotazioni del medesimo, Roma, per Generoso Salomoni, 1769-1770. 4 v.; in 8º;
- L'Odissea d'Omero tradotta in ottava rima dall'Abate Giuseppe Bozoli pastor Arcade. Con le annotazioni dello stesso, dedicata a sua Eccellenza il Signor Don Carlo Conte e Signore di Firmian, Cronmetz, Meggel e Leopolds-Cron, Mantova, per l'erede di Alberto Pazzoni regio-ducale stampatore, 1778-79. 4 Tomi; in 8º;
- L'Eneida di Virgilio tradotta in ottava rima dall'abate Giuseppe Bozzoli pastor arcade bibliotecario della R. Biblioteca di Mantova, Cremona, per Lorenzo Manini Regio Stampatore, 1782.